# كيلي بيكير
كيلي بيكير (2 سبتمبر 1990 بأوكفيل في كندا - ) هو لاعب كرة قدم كندي في مركز الوسط. شارك مع منتخب كندا تحت 23 سنة لكرة القدم ومنتخب كندا لكرة القدم. أما مع النوادي، فقد لعب مع إمباكت مونتريال ونادي تورونتو ونادي دالاس وFC Montreal ‏ وSan Francisco Deltas ‏.

## وصلات خارجية
- كيلي بيكير على موقع الدوري الأمريكي (الإنجليزية)
- كيلي بيكير على موقع قاعدة بيانات كرة القدم.إي يو (الإنجليزية)
- كيلي بيكير على موقع ناشيونال فوتبول تيمز (الإنجليزية)
- كيلي بيكير على موقع Soccerway.com (الإنجليزية)
- كيلي بيكير على موقع عالم كرة القدم.نت (الإنجليزية)
- كيلي بيكير على موقع AS.com (الإسبانية)